# Viquipèdia en coreà
La Viquipèdia en coreà (en coreà: 한국어 위키백과) és l'edició en coreà de la Viquipèdia.
Va ser creada el 12 d'octubre del 2002. El 18 de novembre del 2004 va arribar als 5.000 articles. El gener del 2006 tenia més de 18.600 articles i era aleshores la 25a Viquipèdia més grossa per nombre d'articles. El 8 de juny del 2009 va arribar als 100.000 articles. 15 de desembre del 2010 va superar els 150.000 articles. Actualment, (març 2025) té 556.137 articles.